# Organon

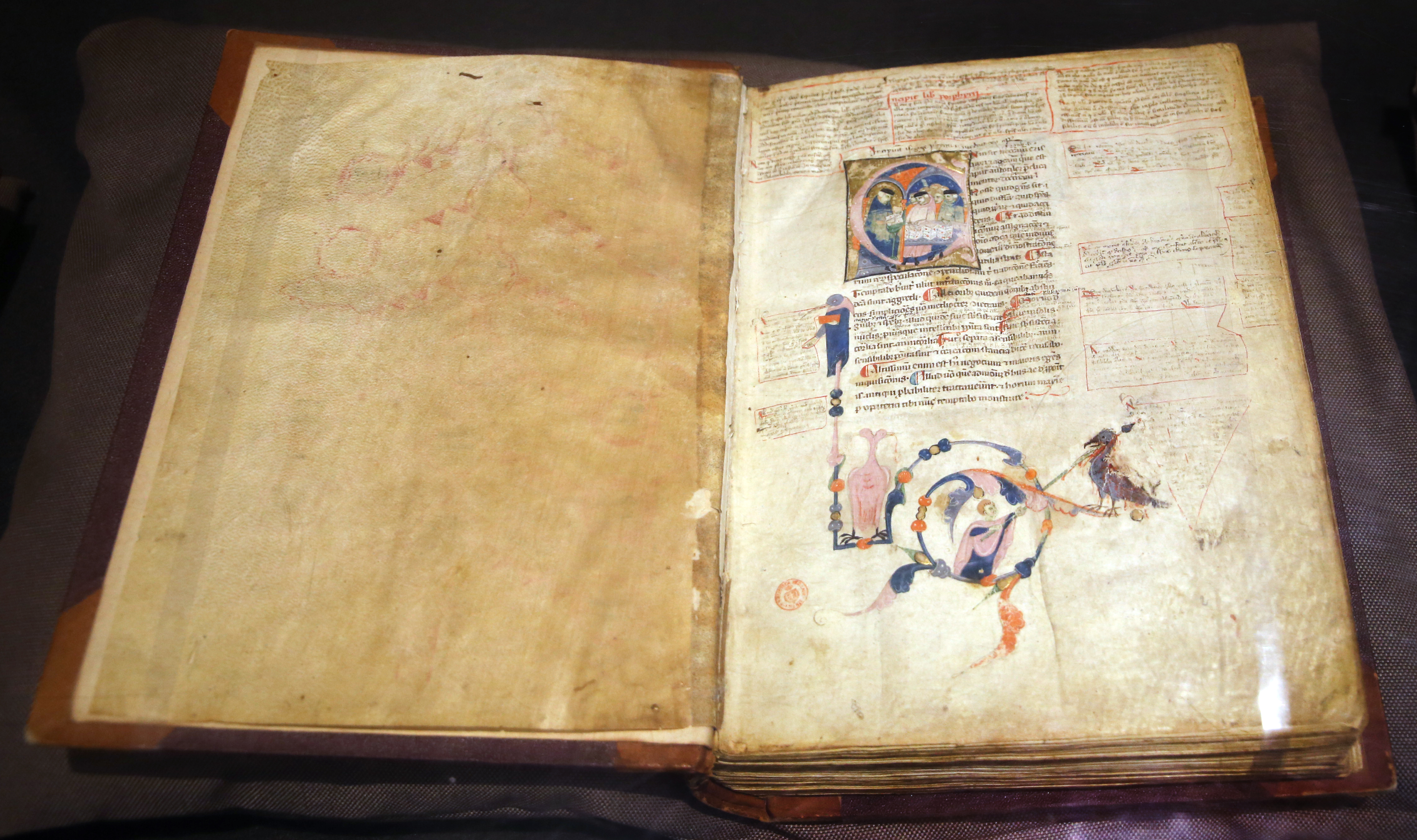
Książka z tekstem Organon z XIII wieku

Organon (gr. Ὄργανον oznacza instrument, narzędzie, organ) – zbiór pism logicznych Arystotelesa. W Corpus Aristotelicum zajmuje strony od 1a do 184a.
Nazwa Organon oznacza narzędzie. Zdaniem Arystotelesa logika jest jedynie narzędziem poznania, stanowiącym oparcie dla umysłu w jego badaniach i nie stanowi nauki.
W skład Organonu wchodzą następujące pisma:
- Kategorie;
- O interpretacji;
- O dowodach sofistycznych;
- Analityki pierwsze;
- Analityki wtóre;
- Topiki.

W Kategoriach Arystoteles przedstawił rodzaje bytu. Podzielił go na 10 kategorii, które określają znaczenie, rodzaje bytu oraz sposoby bycia, a są to: substancja, ilość, jakość, stosunek, miejsce, czas, sytuacja, posiadanie, działanie i popęd.
Analityki pierwsze i wtóre zawierają zasady i prawidłowości poznania. Arystoteles zaliczył do nich: wykład prawideł, teorię sylogizmu, definicję dedukcji i indukcję. Uznał również, że naukę stanowi poznanie przyczyn, które opiera się na zasadach lub aksjomatach, co powoduje, iż następuje zwrot do pierwotnych zasad, które są niedowodliwe.
Topiki zawierają treści na temat teorii loci i nowego statusu dialektyki. Arystoteles poszerzył zasady myśli dialektycznej wywodzącej się z prawdopodobnych przesłanek. Dialektyka stanowi dla niego metodę badań filozoficznych polegającą na klasyfikowaniu i rozpatrywaniu opinii filozoficznych dotyczących wybranego tematu.
O dowodach sofistycznych – autor opisuje tutaj sofizmaty i odróżnia je od innych rodzajów argumentów: dydaktycznych, dialektycznych i testujących.